# 't Kleyn Vermoogen
't Kleyn Vermoogen is een koren- en specerijenmolen en stond aan de Rotterdamseweg 223, bij een biologische boerderij, in de Nederlandse plaats Schipluiden. De molen werd in de 21e eeuw verplaatst naar een plek in de buurt van de Groeneveldschemolen.
Het is een houten achtkanten stellingmolen met potdekselwerk bedekt en staat op een houten schuur.
De molen heeft een koppel maalstenen voor het malen van graan en een koppel kantstenen voor het bewerken van specerijen.
Het wieksysteem is Oud-Hollands en de gelaste, ijzeren roeden zijn van het fabricaat H. Derkcx. De bovenas is van hout. De molen wordt gevangen (geremd) met een ijzeren bandvang. De kap van de molen kruit op een neutenkruiwerk. De kap wordt gedraaid met een kruirad.

## Overbrengingen
Het bovenwiel heeft 36 kammen en de bonkelaar 24 kammen. De overbrenging naar de kantstenen is 1:0,27.